# فرودگاه سو گیت‌وی
فرودگاه سو گیت‌وی (به انگلیسی: Sioux Gateway Airport) (به زبان بومی: Colonel Bud Day Field) یک فرودگاه همگانی بهره‌برداری هوایی با کد یاتا SUX است که یک باند فرود بتن دارد و طول باند آن ۲۷۴۴ متر است. این فرودگاه در کشور ایالات متحده آمریکا قرار دارد و در ارتفاع ۳۳۵ متری از سطح دریا واقع شده است.

## شرکت‌های هواپیمایی و مقصدهای پروازی

### مسافری
| شرکت‌های هواپیمایی | مقصدهای پروازی              |
| ----------------- | --------------------------- |
| انووی ایر         | اوهر شیکاگو، دالاس-فورت ورث |